# Поама-Ярв
Поама-Ярв (ест. Poama järv, інші назви ест. Väike-Poama järv) — озеро в Естонії, що розташоване на острові Хіюмаа, у волості Киргессааре.